# Shipstern Lagoon
Shipstern Lagoon är en lagun i Belize. Den ligger i distriktet Corozal, i den nordöstra delen av landet, 130 km nordost om huvudstaden Belmopan.